# Ćwiczenia żołnierzy rezerwy
Ćwiczenia wojskowe żołnierzy rezerwy – forma ćwiczeń wojskowych w Wojsku Polskim, na które powoływani są żołnierze rezerwy.

## Sposób powołania
Powołaniu do odbycia ćwiczeń wojskowych podlegają następujący żołnierze rezerwy:
- mężczyźni – do końca roku kalendarzowego, w którym kończą:
  - oficerowie i podoficerowie – sześćdziesiąt lat życia,
  - szeregowi – pięćdziesiąt lat życia,
- kobiety, posiadające kwalifikacje przydatne do służby wojskowej – do końca roku kalendarzowego, w którym kończą:
  - oficerowie – pięćdziesiąt lat życia,
  - podoficerowie i szeregowi – czterdzieści lat życia;

uznani za zdolnych pod względem fizycznym i psychicznym do czynnej służby wojskowej w czasie pokoju.
Powołania dokonywała wojskowa komenda uzupełnień (od 2022 r. wojskowe centrum rekrutacji za pomocą karty powołania (która jest decyzją administracyjną) na zgłoszenie dowódcy jednostki wojskowej, w której ćwiczenia są organizowane. Powołanie żołnierzy rezerwy do odbycia ćwiczeń wojskowych może nastąpić:
- w trybie natychmiastowego stawiennictwa;
- w trybie zwykłym;
- w trybie ochotniczym, na wniosek żołnierza rezerwy.

Czas trwania ćwiczeń wojskowych nie może przekraczać jednorazowo lub łącznie 90 dni w ciągu roku kalendarzowego. W przypadkach, gdy wymaga tego konieczność zapewnienia obrony lub bezpieczeństwa państwa Rada Ministrów – w drodze rozporządzenia – może przedłużyć czas trwania ćwiczeń wojskowych o okres nieprzekraczający łącznie 30 dni w ciągu roku. Ćwiczenia dzielą się na: jednodniowe, krótkotrwałe, długotrwałe.

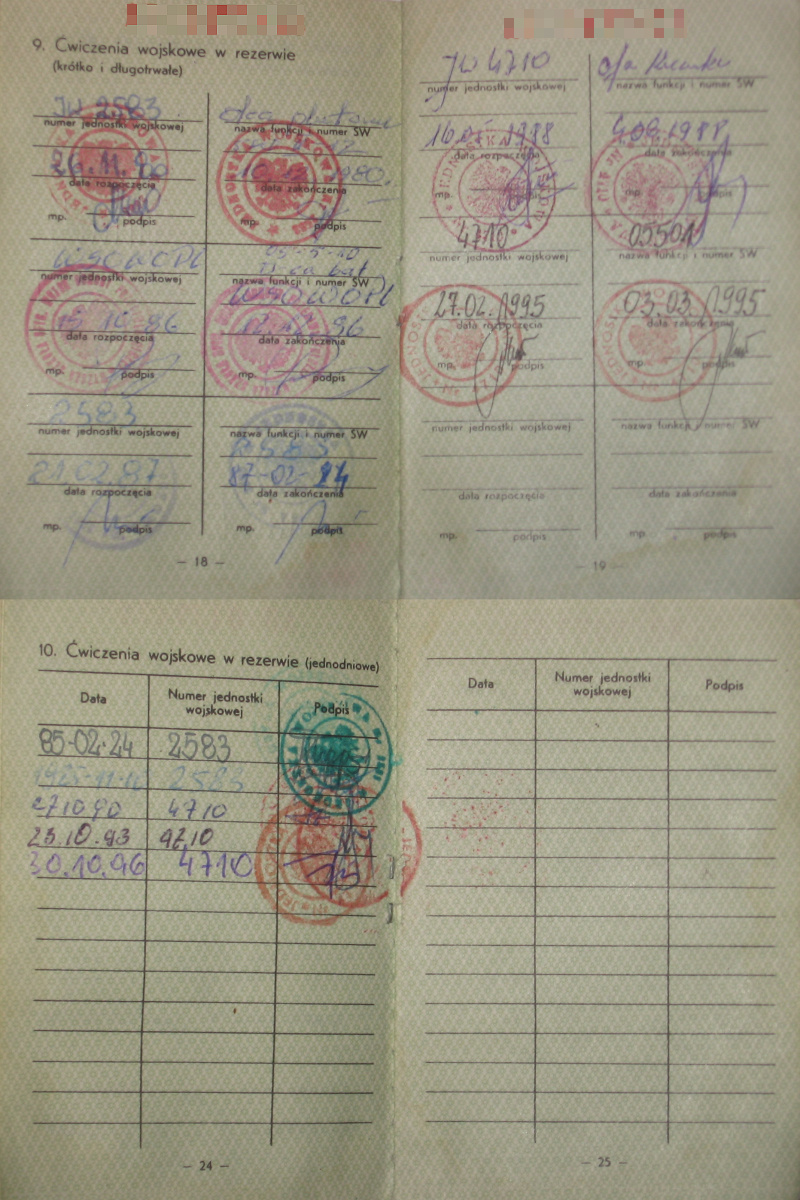
wpisy w książeczce wojskowej oficera rezerwy wydanej w 1978 obejmujące ćwiczenia krótko- i długotrwałe (u góry) oraz jednodniowe (u dołu) w latach 1980-1996

## Jednodniowe ćwiczenia wojskowe żołnierzy rezerwy
Jednodniowe ćwiczenia trwają do 24 godzin, głównym ich celem jest nadanie żołnierzom rezerwy przydziałów mobilizacyjnych na stanowiska służbowe oraz ogólne zapoznanie żołnierzy z ich obowiązkami, a także strukturą i zadaniami macierzystej jednostki wojskowej, żołnierze rezerwy mogą być powołani nie więcej niż trzy razy w roku. W ramach tego typu ćwiczeń jednostki mogą organizować następujące przedsięwzięcia:
- sprawdzenie przydatności i nadanie przydziału mobilizacyjnego oraz przypomnienie (zapoznanie) z zadaniami wynikającymi z tych przydziałów,
- dopasowanie umundurowania, sprzętu obrony przeciwchemicznej oraz przydzielenie broni etatowej,
- przeprowadzenie strzelań z broni etatowej,
- zapoznanie z prawami i obowiązkami żołnierzy rezerwy,
- zapoznanie z tradycjami jednostki wojskowej itp.,
- zapoznanie z normami i aktami międzynarodowego prawa wojennego,
- złożenie wniosków o przeprowadzenie postępowania lub wydania poświadczenia bezpieczeństwa,
- ewentualne złożenie przysięgi wojskowej.

## Krótkotrwałe ćwiczenia wojskowe żołnierzy rezerwy
Krótkotrwałe ćwiczenia wojskowe mogą być prowadzone zarówno w garnizonie, jak i na poligonie. Czas ich trwania (od 2 do 30 dni) oraz miejsce prowadzenia określa dowódca jednostki organizującej ćwiczenia. Głównym celem ćwiczeń krótkotrwałych jest doskonalenie żołnierzy rezerwy w wykonywaniu zadań na stanowiskach (funkcjach) wynikających z nadanego przydziału mobilizacyjnego oraz zgrywanie pododdziałów i oddziałów do działania, zgodnie z ich wojennym przeznaczeniem, żołnierze rezerwy na te ćwiczenia mogą być powołani raz w roku kalendarzowym.

## Długotrwałe ćwiczenia żołnierzy rezerwy
Czas trwania od 31 do 90 dni kalendarzowych, żołnierze rezerwy mogą być powołani raz w roku kalendarzowym. W ramach długotrwałych ćwiczeń wojskowych żołnierzy rezerwy organizuje się następujące kursy przeszkalania kadr rezerwy:
- przekwalifikowania – dla oficerów (podchorążych) rezerwy, którym zamierza się nadać nową specjalność wojskową;
- doskonalenia – dla podoficerów rezerwy wyznaczonych lub przewidzianych do wyznaczenia na wyższe stanowiska w korpusie podoficerskim, dla oficerów rezerwy (podchorążych, którzy zdali egzamin na oficera) wyznaczonych lub przewidzianych do wyznaczenia na wyższe stanowiska, od dowódcy kompanii (równorzędnego) wzwyż;
- podoficerskie – dla żołnierzy rezerwy – kandydatów na podoficerów rezerwy;
- oficerskie – dla żołnierzy rezerwy – kandydatów na oficerów rezerwy.

## Których rezerwistów nie powołuje się na ćwiczenia
Nie powołuje na ćwiczenia następujących żołnierzy rezerwy:
- po odbyciu służby zastępczej;
- prowadzący własną kampanię wyborczą – w czasie jej trwania;
- wybrani do Sejmu, Senatu lub organów samorządu terytorialnego – w czasie trwania kadencji;
- tymczasowo aresztowani lub odbywają karę aresztu, karę pozbawienia wolności, w tym również zastępczą karę pozbawienia wolności, albo orzeczono wobec nich pozbawienie praw publicznych;
- reklamowani od obowiązku pełnienia czynnej służby wojskowej w razie ogłoszenia mobilizacji i w czasie wojny;
- stale mieszkający za granicą;
- pełnią służbę w charakterze funkcjonariusza lub kandydata na funkcjonariusza w Policji, Straży Granicznej, Państwowej Straży Pożarnej, Agencji Bezpieczeństwa Wewnętrznego, Agencji Wywiadu, Służbie Ochrony Państwa, Straży Ochrony Kolei lub Służby Więziennej;
- kobiety:
  - w ciąży oraz w okresie sześciu miesięcy po odbyciu porodu,
  - sprawujące opiekę nad dziećmi do lat ośmiu,
  - sprawujące opiekę nad, dziećmi od lat ośmiu do szesnastu, osobą, która ukończyła 75 lat życia, osobami obłożnie chorymi, osobami, wobec których orzeczono stałą niezdolność do pracy w gospodarstwie rolnym na podstawie ustawy z dnia 20 grudnia 1990 r. o ubezpieczeniu społecznym rolników, osobami, wobec których orzeczono całkowitą niezdolność do pracy oraz samodzielnej egzystencji na podstawie ustawy z dnia 17 grudnia 1998 r. o emeryturach i rentach z Funduszu Ubezpieczeń Społecznych, osobami, zaliczonymi do znacznego stopnia niepełnosprawności w rozumieniu ustawy z dnia 27 sierpnia 1997 r. o rehabilitacji zawodowej i społecznej oraz zatrudnianiu osób niepełnosprawnych, jeżeli osoby te wspólnie z nimi zamieszkują i opieki tej nie można powierzyć innym osobom;
- mężczyźni samotnie sprawujący bezpośrednią opiekę nad członkiem rodziny wspólnie z nim zamieszkałym, który nie ukończył 16 lat życia lub został uznany za całkowicie niezdolnego do pracy i do samodzielnej egzystencji albo ukończył 75 lat życia lub jest obłożnie chory, jeżeli nie ma innego pełnoletniego członka rodziny bliższego lub równego stopniem pokrewieństwa obowiązanego do sprawowania tej opieki.

Żołnierze rezerwy spełniający jeden z tych warunków, powinni zgłosić ten fakt wojskowemu komendantowi uzupełnień niezwłocznie po jego zaistnieniu.

## Inne informacje
- Karta powołania do odbycia ćwiczeń wojskowych w trybie zwykłym powinna być doręczona żołnierzowi rezerwy nie później, niż na 14 dni przed dniem stawienia się do czynnej służby wojskowej, określonym w tej karcie. Terminu tego nie stosuje się, jeżeli żołnierz rezerwy nie zgłosił się bez uzasadnionej przyczyny na wezwanie wojskowego komendanta uzupełnień w celu doręczenia mu karty powołania; w takim wypadku karta może być doręczona w każdym czasie.
- Od decyzji wojskowego komendanta uzupełnień (od 2022 r. szefa wojskowego centrum rekrutacji[1]) o powołaniu na ćwiczenia wojskowe przysługiwało żołnierzowi rezerwy prawo do odwołania się do szefa wojewódzkiego sztabu wojskowego (od 2022 r. Szefa Centralnego Wojskowego Centrum Rekrutacji[1]) w terminie 14 dni od dnia doręczenia karty powołania;
- W momencie stawienia się na ćwiczena żołnierz rezerwy zaczyna odbywać czynną służbę wojskową i podlega wojskowemu wymiarowi sprawiedliwości;
- Wszelkie formy i rodzaje ćwiczeń wojskowych żołnierze rezerwy odbywają w regulaminowym umundurowaniu;
- Dowódca jednostki w której żołnierz odbywa ćwiczenia może go w uzasadnionych przypadkach z nich zwolnić lub skrócić czas ich odbywania;
- Żołnierzom rezerwy odbywającym ćwiczenia wojskowe, w uzasadnionych wypadkach przysługuje prawo do urlopu okolicznościowego w wymiarze od dwóch do pięciu dni kalendarzowych.
- Żołnierze rezerwy odbywający ćwiczenia wojskowe otrzymują uposażenie zasadnicze, wypłacane przez jednostkę wojskową, organizującą ćwiczenia, uposażenie zasadnicze przysługuje żołnierzom rezerwy za każdy, nawet niepełny dzień odbytych ćwiczeń – od chwili stawienia się do czynnej służby wojskowej do dnia zwolnienia z ćwiczeń włącznie, uposażenie to nie podlega opodatkowaniu.
- Rezerwistom przysługuje zwrot kosztów przejazdu do miejsca stawienia się i powrotu do miejsca pobytu stałego albo pobytu czasowego trwającego ponad dwa miesiące, zwrot kosztów przejazdu nie przysługuje w przypadku zapewnienia bezpłatnego przejazdu lub gdy przejazd następuje w granicach miejscowości, w której znajduje się miejsce odbywania ćwiczeń wojskowych.
- Rezerwistom przysługuje świadczenie pieniężne rekompensujące utracone wynagrodzenie ze stosunku pracy lub stosunku służbowego albo dochód z prowadzonej działalności gospodarczej, które mógłby uzyskać w okresie odbywania ćwiczeń wojskowych, świadczenie to ustala i wypłaca wójt lub burmistrz (prezydent miasta) na udokumentowany wniosek uprawnionego żołnierza rezerwy, złożony nie później niż w ciągu trzech miesięcy od zakończenia ćwiczeń wojskowych. Świadczenie to wypłaca się w kwocie pomniejszonej o uposażenie, jakie żołnierz rezerwy otrzymał z tytułu odbytych ćwiczeń.